# 箭根森八幡宮例大祭
青森県佐井村の箭根森八幡宮（やのねもりはちまんぐう）で元禄9年（1696年）から続くとされる例大祭である。祇園祭の流れを汲むとされるだけでなく、江戸期の形態を保持することなどが評価され、「佐井の山車行事」として青森県無形民俗文化財に指定されている（1999年1月22日指定）。
現在では毎年9月14日から16日まで行われ、神輿等と山車の行列と神楽による全戸家祓いが終日続く。
このうち山車の運行は、佐井本村地区を構成する古佐井地区の古佐井共済会と大佐井地区の大佐井青年会が、神楽は現在では古佐井共済会が担当している。
従来、山車（各地区大山・俄山2台）4台での運行を基本としていたが、過疎化で参加者が減った結果、2010年11年には山車の運行台数を1～2台に減らした。また、2010年には行列を行わなかった。
当初、郡内では政経中心である田名部に次ぐ歴史であり、後に発展する川内や大畑、大湊などよりも古く、規模も同等か大きく、これは北前船の交流の影響が強かったものと思われる。